# Cerro Tzankujil
El Cerro Tzankujil es un reserva natural ubicada en San Marcos La Laguna, Guatemala y dentro de espacio se encuentra el Lago de Atitlán.
Cuenta con cuatro altares mayas, los cuales son miradores con vista panorámica hacia el lago Atitlán. La reserva natural del Cerro Tzankujil es conocida por el trampolín el cual es una plataforma hecha de madera de donde saltan personas hacia el lago.

## Actividades
Este cerro cuenta con senderos naturales, más de tres miradores, alquiler de kayak y salto al vacío hacia el lago.
Teniendo en cuenta su gran extensión y altura se puede recorrer totalmente en aproximadamente una hora. Es un área en la cual se debe recorrer a pie. Los trabajadores de la reserva aconsejan no llevar artículos de alto valor para no extraviarlos. Asimismo aconsejan llegar temprano para disfrutar mejor la experiencia dentro de la reserva; aconsejan llevar agua debido a que dentro de la reserva natural no hay tiendas.
Está prohibido llevar alcohol, cigarros y drogas en general. Losa trabajadores de la reserva le dirán que no se debe beber alcohol, fumar ni drogarse, las indicaciones están en la entrada de la reserva.
El alquiler de kayaks tiene un costo de 50 quetzales por hora por persona, se recomienda llegar antes de la una de la tarde para poder disfrutar del alquiler de kayaks (pues después de esa hora el lago se vuelve incierto debido al fuerte aire característico del horario. El alquiler de kayaks incluye remos y chalecos salvavidas. Se recomienda usar crema solar para evitar quemaduras durante el alquiler de los kayaks.
Se pueden alquilar chalecos salvavidas en la recepción de la reserva natural.